# Bază (spațiu topologic)
În matematică, o bază B a spațiului topologic (X, τ) reprezintă o familie de mulțimi deschise cu proprietatea că orice mulțime deschisă din X poate fi reprezentată ca reuniune de mulțimi din B. Se mai spune că topologia τ este generată de baza B.